# 邹婧雯
邹婧雯（1992年2月19日—），中國吉林省延吉市人，女模特兒。

## 簡歷
邹婧雯出生于中國吉林省延吉市，毕业於天津工业大学服装表演与营销，是国际比基尼小姐。曾代表北京参加第36届国际比基尼小姐大赛，并获得全国总决赛殿军及中国区赛冠军。

## 獎項
- 2004年：北京音樂器樂舞蹈大賽銀獎
- 2008年：舞動北京電視邀請賽集體舞銀獎

## 外部連結
- 邹婧雯的新浪微博